# Heterochordeuma petarberoni
Heterochordeuma petarberoni är en mångfotingart som beskrevs av Shear 2000. Heterochordeuma petarberoni ingår i släktet Heterochordeuma och familjen Heterochordeumatidae. Inga underarter finns listade i Catalogue of Life.